# مله پنجاب
مله پنجاب، منطقه ای زراعی از توابع بخش مرکزی شهرستان بدره در استان ایلام ایران است. بلندای زیبای کبیر کوه و وجود درختان کهنسال بلوط سبب شده که همه ساله در فصل بهار گردشگران زیادی به این نقطه از شهرستان زیبای بدره سفر کنند.

## جمعیت
این روستا در دهستان علیشروان قرار دارد و براساس سرشماری مرکز آمار ایران در سال ۱۳۸۵، جمعیت آن زیر سه خانوار بوده‌است.